# Краванцана
Краванцана (итал. Cravanzana) је насеље у Италији у округу Кунео, региону Пијемонт.
Према процени из 2011. у насељу је живело 235 становника. Насеље се налази на надморској висини од 563 м.

## Становништво
| 1936. | 1951. | 1961. | 1971. | 1981. | 1991. | 2001. | 2011. |
| ----- | ----- | ----- | ----- | ----- | ----- | ----- | ----- |
| 800   | 716   | 586   | 549   | 458   | 441   | 400   | 408   |